# فارس أفندي
فارس فيصل أفندي (مواليد 21 يونيو 2004) هو لاعب كرة قدم سعودي يلعب حاليًا في نادي الزلفي.

## مسيرة اللاعب
بدأ مع نادي النصر وانتقل إلى نادي الزلفي في عام 2024.